# Isatis sabulosa
Isatis sabulosa là một loài thực vật có hoa trong họ Cải. Loài này được Steven ex Ledeb. mô tả khoa học đầu tiên năm 1841.